# Lumen print
Lumen print (doslova světelný tisk, neplést se stejnojmennou tiskovou technikou) je alternativní fotografická technika založená na principu viditelnosti přeexponovaného latentního obrazu ve stříbrné světlocitlivé vrstvě. Tato vlastnost fotomateriálu byla známa již na počátku fotografie – první lumen printy vytvářel William Henry Fox Talbot a nazýval je "fotogenické kresby".
Postup na rozdíl od jiných fotografických procesů nevyžaduje fotoaparát, vývojku, ani temnou komorou. Na fotocitlivý materiál (typicky fotopapír s prošlou záruční dobou) se přiloží buď nějaký předmět (například rostlina), anebo negativ a zatíží se sklem v rámečku určeném pro pořizování kontaktních kopií fotografií. Ten se potom umístí na přímé sluneční světlo a dlouze se exponuje, podle podmínek a uměleckého záměru od desítek minut po dny. Extrémní expozice přivede latentní obraz k viditelnosti, zbytek halogenidů stříbra se poté vymyje standardní ustalovací lázní a fotomateriál se vypere a usuší.
Na výsledný obraz má vliv stáří, druh i vlastnosti fotocitlivého materiálu (papíru), čímž lze ovlivňovat barevnost lumen printu.